# فریتس وندهاوزن
فریتس وندهاوزن (آلمانی: Fritz Wendhausen؛ ۷ اوت ۱۸۹۰ – ۵ ژانویهٔ ۱۹۶۲) هنرپیشه، کارگردان و فیلم‌نامه‌نویس اهل آلمان بود. از آثار او می‌توان به پیر گینت اشاره کرد.